# Mr. Monk and the Magician
Mr. Monk and the Magician este episodul al 15-lea din Sezonul 7 al serialului american Monk. Episodul a avut premiera pe 13 februarie 2009 la USA Network.

## Povestea
Un contabil al marelui magician Marele Torini descoperă că bagajele acestuia sunt mai grele la întoarcere decât la plecarea în turnee, în special în Asia, Thailanda. Ca să nu fie descoperit că transportă droguri, Torini își înscenează plecarea numai ca să-l ucidă.

## Distribuția

### Roluri principale
- Tony Shalhoub este Adrian Monk
- Traylor Howard este Natalie Teeger
- Jason Gray-Stanford este Lt. Randall Disher
- Ted Levine este Cpt. Leland Stottlemeyer

### Rolurile secundare
- Steve Valentine este Marele Torini, magician
- Chase Kim Thai este un Lord al drogurilor
- Peyton List este Tanya Adams
- Caroline Aaron este Mătușa Shelia
- Richard Tanner este vecinul lui Kevin
- Andrew Goldenhersh este regizor de scenă
- Jon Jon Briones este primul mercenar
- Melissa Cook este femeia voluntar